# Siobhain McDonagh
Dame Siobhain Ann McDonagh (Londra, 20 febbraio 1960) è una politica britannica, membro del Partito Laburista.

## Biografia
Nata a Colliers Wood, quartiere del borgo di Merton, a Londra, da una famiglia cattolica di origini irlandesi, aveva una sorella, Margaret, anche lei divenuta politica. Studia e si laurea in politica all'Università dell'Essex.

### Carriera politica
Già membro del Partito Laburista, nel 1997 si candida alle elezioni generali per il collegio di Mitcham and Morden, dove vince, battendo la politica conservatrice Angela Rumbold. Con quest'ultima aveva precedentemente perso il seggio elettorale alle elezioni del 1987 e quelle del 1992.
Dopo le elezioni del 2001, nelle quali rimane parlamentare, l'allora primo ministro Tony Blair le offre l'incarico di Sottosegretaria di Stato parlamentare per l'edilizia abitativa e le comunità. Lei però rifiuta l'offerta.
Dopo aver nuovamente vinto il seggio alle elezioni del 2005, viene nominata segretaria parlamentare privata di John Reid (quest'ultimo è stato prima Segretario di Stato per la difesa e poi Segretario dell'interno). Rimane in tale carica fino al giugno 2007, quando diviene assistente whip con il nuovo primo ministro Gordon Brown.
Nel settembre 2008 diventa il primo membro del governo a indire delle elezioni per la guida del partito. Ciò le comportò però il licenziamento da assistente whip.
Nel 2010 viene riconfermata parlamentare. Nel 2015 Siobhain McDonagh nomina la politica Liz Kendall alla guida del Partito Laburista, mentre nel 2016 sostiene Owen Smith alle elezioni primarie del partito, vinte poi da Jeremy Corbyn.
Nel 2015 vince ancora una volta il seggio, come anche nel 2017. Alle elezioni della guida del partito del 2020 sostiene Jess Phillips.
Si ricandida e vince il seggio anche nel 2019 e nel 2024.